# Jordad
Jordad es el tercer mes del calendario persa vigente en Irán y Afganistán. Tiene una duración de 31 días, de los que el primero suele coincidir con el 22 de mayo del calendario gregoriano, si bien la intercalación de un día cada cuatro años provoca variaciones de uno o dos días a este respecto. El 1 de jordad de 1391 coincidió con el 21 de mayo de 2012. Un año después, el 1 de jordad de 1392 coincidirá con el 22 de mayo de 2013. Jordad es por lo tanto el tercer y último mes de primavera, y concluye con el solsticio de verano dando lugar al mes de tir.
En Afganistán, jordad recibe el nombre árabe de youza (جوزا, Géminis), término corriente también en la astrología tradicional del mundo islámico. Otros pueblos iranios que usan el calendario persa llaman a este mes Yozerdán (جۆزەردان, en kurdo), Wahmene (وهمنه, en mazandaraní), Gbargolai (غبرګولى, en pastún), etc.
Efemérides que se computan respecto al calendario solar persa y ocurren en el mes de jordad son: las antiguas fiestas de Argaseván (ارغاسوان, fiesta del calor del día 1) y Jordadegán (خردادگان, el día 6 del mes); el fallecimiento del ayatolá Jomeini (día 14) y el del ideólogo islamista Alí Shariatí (día 29).